# Ararat (provins)
Ararat (armeniska: Արարատ) är en provins i Armenien, belägen vid gränsen till Turkiet och den till Azerbajdzjan tillhörande autonoma republiken Nachitjevan. Provinsen omger även en annan (betydligt mindre) av Azerbajdzjans exklaver. Huvudort är Artasjat. 
Provinsen hade 260 367 invånare (2011).

## Angränsande berget Ararat i Turkiet
Den armeniska provinsen har samma namn som berget Ararat. Ursprungligen tillhörde berget Ararat det historiska Armenien, men efter det armeniska folkmordet lever inga armenier runt berget, som nu ligger i Turkiet. 